# Derbi del Garona
El Derbi del Garona (en francés: Garonne Derby) es el partido de fútbol en el que se enfrentan el FC Girondins de Bordeaux contra el Toulouse FC, los equipos que representan a las dos ciudades más grandes del suroeste de Francia y que están situadas cerca del río Garona separadas a solo 244 kilómetros de distancia.

## Historia
El primer enfrentamiento entre ambos equipos se da el 22 de agosto de 1937 y terminó con victoria para el Toulouse FC por 3-2, y entre sí se han enfrentado en partidos definitorios para uno o los dos equipos, como en la temporada 2006/07 que se enfrentaron en la última jornada que clasificó al toulouse FC a la UEFA Champions League.
También existen versiones reducidas del derbi que incluyen a los demás equipos de la ciudad de Toulouse como Blagnac FC, Toulouse Rodéo FC, Balma SC y Toulouse Fontaines Club pero no considerados como el principal.

## Estadísticas

### Títulos
| Equipo   | Ligue 1 | Ligue 2 | Coupe de France | Coupe de la Ligue | Trophée des Champions | UEFA Intertoto Cup | Total |
| -------- | ------- | ------- | --------------- | ----------------- | --------------------- | ------------------ | ----- |
| Bordeaux | 6       | 1       | 4               | 3                 | 3                     | 1                  | 17    |
| Toulouse | 0       | 4       | 2               | 0                 | 0                     | 0                  | 2     |

### Partidos
|                   | Bordeaux | Empates | Toulouse | Goles Bordeaux | Goles Toulouse |
| ----------------- | -------- | ------- | -------- | -------------- | -------------- |
| Ligue 1           | 39       | 23      | 24       | 120            | 102            |
| Coupe de France   | 1        | 0       | 1        | 2              | 3              |
| Coupe de la Ligue | 1        | 0       | 0        | 3              | 1              |
| Total             | 41       | 23      | 25       | 125            | 106            |